# 幸福の寓意
『幸福の寓意』（こうふくのぐうい、伊:Allegoria della Felicità）は、イタリアのマニエリスム期の画家、アーニョロ・ブロンズィーノによる銅板上の油彩画である。フランチェスコ1世・デ・メディチの依頼によって描かれた。
ブロンズィーノの晩年の作品であり、ヴァザーリが1567年に記述した絵画と同一視されることがある。1565年、オーストリアのヨハンナ皇女とフィレンツェのコジモ1世との間に結婚式が挙行され、並外れた祝祭が繰り広げられた。この小品に表現された「公共の幸福」の主題はおそらく、この時期のフィレンツェの状況に言及している。待ち望まれていた国家の政治的安定性がヨハンナとコジモ1世の結婚によって実現される可能性が出てきたのである。
画面中央のクピドは、中央の女性、「公共の幸福」の擬人像と組み合わされている。その左の2つの顔は「賢明」を表し、男性の顔はコジモ1世の顔に似ている。「賢明」は「狂気」を踏みつけつつ、もう1人の擬人像 (おそらく「羨望」) を追い払おうとしている。「賢明」は手にイタリアが示された地球を持っているが、おそらくフィレンツェを暗示している。「幸福」の右には「正義」がおり、伝統にしたがい天秤と剣を持っているが、その顔はヨハンナを想起させる。彼女は「欺瞞」を踏みしだいている。
画面下部右側には「運命」が自身のアトリビュートである車輪を持って、跪いている。左側で背中を見せているのは、砂時計と翼を持ってはいないものの、おそらく「時」である。中央の若い男は右手に刃物を持っているが、おそらくカイロス (「望ましくない機会」に対応するギリシャの神) を表している。
「幸福」は、ラッパを吹き鳴らそうとしている「名声」と緑葉の冠を支える「栄光」によって戴冠されている。